# Recreio
Recreio là một đô thị thuộc bang Minas Gerais, Brasil. Đô thị này có diện tích 234240 km², dân số năm 2007 là 10514 người, mật độ 42,3 người/km².